# Afrikaanse nevelspitsmuis
De Afrikaanse nevelspitsmuis (Crocidura caliginea)  is een zoogdier uit de familie van de spitsmuizen (Soricidae). De wetenschappelijke naam van de soort werd voor het eerst geldig gepubliceerd door Hollister in 1916.

## Verspreidingsgebied
De soort wordt aangetroffen in Congo-Kinshasa.